# Hotel Santa Catalina
El Hotel Santa Catalina es un hotel de 5 estrellas de la ciudad de Las Palmas de Gran Canaria. Inaugurado en enero de 1890, es el hotel más antiguo de la ciudad y de Canarias de entre los que siguen en funcionamiento. El 1 de noviembre de 2019 reabrió sus puertas tras una reforma integral y con la nueva denominación de Santa Catalina, a Royal Hideaway Hotel.

## Historia
El primer inmueble en que se ubicó el hotel fue promovido por capital inglés y construido entre 1888 y 1890, año en que se inaugura. La obra fue encargada al arquitecto escocés James M. MacLaren, dirigiendo la obra Norman Wright, arquitecto inglés residente en Las Palmas, y actúa como arquitecto inspector Laureano Arroyo. Gran parte de la estructura del edificio era de madera.
Tras unos primeros años de éxito, la I Guerra Mundial provoca la recesión económica y en 1914 cierra con una deuda muy grande. En 1923 fue comprado por el Ayuntamiento de Las Palmas de Gran Canaria debido a la quiebra de la compañía inglesa, aunque permaneció cerrado hasta 1946.
Ante el enorme deterioro de sus instalaciones es derribado y reconstruido según el proyecto de Miguel Martín-Fernández de la Torre que incluyó las ideas de su hermano, el pintor Néstor. Martín-Fernández, respetó la idea volumétrica y de planta de MacLaren manteniendo, por tanto, el estilo colonial inglés.
Desde entonces ha tenido varias ampliaciones y reformas, siendo la más importante la realizada desde abril de 2018 hasta enero de 2019, acometida por el arrendatario Grupo Barceló, "modernizando sus instalaciones siempre con el máximo respeto a su arquitectura tradicional”. Finalmente fue reabierto el 1 de noviembre de 2019.

## Visitantes ilustres
Entre sus visitantes se encuentran diversos notables del mundo de la cultura y la política. Entre ellos: Sir Winston Churchill, María Callas, Agatha Christie, Gregory Peck, el rey Carlos III del Reino Unido (siendo príncipe de Gales), Presidentes de Gobierno y Estado, entre ellos D. Felipe González y D. José María Aznar, así como la familia real española, el presidente de China, los Príncipes de Asturias.

## Ubicación
Está ubicado en la zona residencial de Ciudad Jardín, frente al muelle deportivo de Las Palmas de Gran Canaria, en el mismo centro del Parque Doramas.